# Équipe du Portugal de rugby à XIII
L'équipe du Portugal de rugby à XIII est l'équipe qui représente le Portugal dans les compétitions internationales. Elle regroupe les meilleurs joueurs portugais (ou d'origine portugaise) de rugby à XIII.

## Histoire
Paradoxalement, c'est à des milliers de kilomètres du Portugal qu'est née l'idée de créer une équipe nationale.
En effet, c'est en Australie qu'est fondée la Portuguese Rugby League Association (PRLA), sous l'égide d'un joueur australien, qui,  en épousant une portugaise, s'est trouvé sensibilisé à la culture de ce pays, et a voulu y implanter le rugby à XIII. En 2005, c'est donc une organisation basée aux antipodes, le siège étant établi à Sydney, qui va lancer une campagne de recrutement pour une équipe destinée à rencontrer les équipes en tournée.
Une équipe est donc montée la même année pour disputer son premier test-match contre une équipe A des Fidji. L'équipe perd alors avec un score honorable (04-40), face à une équipe dont le rugby à XIII est le sport national.
Mais une chose est de lancer une équipe d'heritage players (joueurs australiens d’origine étrangère), une autre en est de lancer une équipe dans le pays d'origine. C'est donc pour cela que la jeune association va se lancer dans une politique de coopération avec la fédération de rugby à XV du Portugal, en rencontrant ses dirigeants au mois d'avril 2007. Le Portugal reçoit un appui de poids avec le soutien du joueur de Bradford Ben Harris. 
Les échanges sont fructueux, et les deux fédérations conviennent d'une politique commune de formation et de développement. 
Depuis octobre 2014 et sa rencontre contre la sélection de joueurs latinos-américains, la Latin Heat, l'équipe semble ne plus disputer de matchs internationaux. Elle rencontre en effet cette équipe dans le cadre de la Copa Cabral, nom donné en l'honneur de l'explorateur portugais Pedro Alvares Cabral, match que les lusitaniens perdent sur le score de 40 à 06. 

## Personnalités et joueurs emblématiques
L'équipe, dès sa création, a pu compter sur des joueurs disputant la prestigieuse NRL australienne ; on cite notamment le joueur Issac de Gois mais ses coéquipiers tels que Ruben Ferreria, Emmanuel de Arajuo, Fabio de Gois, Jeremy D’Cruz, Bento Nunes, Aaron de Gois, Richard Parker, Eric de Gois, Ash Reed, Chester Paselio, Jemail Islamovic, Anthony Moses, Neyl Moniz, Joseph Nunes, Gabriel Ramon, Matt Veve et Ivan Pacho.